# Аспергер, Ганс
Ганс А́спергер (нем. Hans Asperger немецкий: [hans ˈʔaspɛɐ̯ɡɐ], полное имя Йохан Фридрих Карл Аспергер, нем. Johann «Hans» Friedrich Karl Asperger; 18 февраля 1906 года — 21 октября 1980 года) — австрийский педиатр и психиатр, именем которого назван синдром Аспергера.

## Биография
Ганс Аспергер родился на ферме под Веной, был старшим из трёх братьев (средний умер вскоре после рождения, младший погиб под Сталинградом). Рос замкнутым ребёнком, в раннем возрасте проявил талант к языкам. В 1920-е годы участвовал в молодёжных движениях, в том числе националистического толка (в Отечественный фронт вступил почти сразу после установления австрофашистской диктатуры). 
После окончания гимназии изучал медицину в Вене. Защитил докторскую диссертацию в 1931 году и устроился ассистентом в детскую клинику Венского университета, где с 1932 года руководил лечебно-педагогическим отделением. Освобождению вакансии поспособствовала «чистка» врачей-евреев, устроенная новым директором Францом Гамбургером, изначально намеревавшимся уволить ещё и женщин. 
В 1934 году переехал в Лейпциг, где стал работать в психиатрической больнице. Женился в 1935 году на Ханне Кальмон, которая родила ему пятерых детей.
Точно неизвестно, чем занимался Аспергер в начале Второй мировой войны. В дальнейшем он служил военным врачом вермахта в Хорватии, с 1944 по 1945 год. Ряд современных исследователей выдвигает обвинения в его адрес за сотрудничество с осуществлявшейся в нацистской Германии программой по детской «эвтаназии». Так, они указывают, что он участвовал в принятии решений в контексте обследований несовершеннолетних: тех детей, которых сочли «дефективными», следом отправляли в венскую больницу Шпигельгрунд (Spiegelgrund), которой руководил Эрвин Йекелиус, бывший коллега Аспергера по университетской клинике, который стал главным архитектором политики уничтожения. 
В 1944 году Аспергер опубликовал первое описание позже названного в его честь синдрома, который он называл «аутистической психопатией» (впрочем, напоминавшее определение, двумя десятилетиями ранее опубликованное Груней Сухаревой). Он отделял некоторых из обследованных им детей от остального, в современной терминологии, аутистического спектра, считая их «высокофункциональными» и «полезными для общества». Одной из этих пациенток Аспергера была будущая писательница Эльфрида Елинек, другой стал профессором астрономии.
В том же 1944 году, после публикации его знаменательной работы, описывающей симптомы аутизма, получил постоянное место в Венском университете, где в течение 20 лет занимал кафедру педиатрии, а в 1946 году стал директором венской детской клиники. Также работал в Инсбруке, а, начиная с 1964 года, возглавлял так называемую Детскую деревню SOS-Kinderdorf в Хинтербрюле. Аспергер не прекращал работы до конца жизни и за шесть дней до смерти ещё читал лекции.
Всего за свою жизнь опубликовал более 300 работ, главными темами которых были «аутистическая психопатия» и смерть. Поскольку его публикации выходили на немецком языке и мало переводились, вначале его работы не пользовались большой известностью. Лишь в 1990-е годы синдром Аспергера стал известен широкому кругу специалистов.

## Избранные труды
- Asperger H. Das psychisch abnorme Kind [Психически ненормальный ребёнок] // Wiener klinische Wochenschrift[англ.] : журнал. — 1938. — Т. 51. — С. 1314—1317. (нем.)
- Asperger H. Die „Autistischen Psychopathen“ im Kindesalter (англ.) // Archiv für Psychiatrie und Nervenkrankheiten[англ.] : journal. — 1944. — Vol. 117. — P. 76—136. — doi:10.1007/BF01837709. (нем.) Перевод: Аутистические психопаты в детском возрасте. Часть 1; (Перевод А. В. Челикова. Научное редактирование А. А. Северного // Вопросы психического здоровья детей и подростков. 2010 (10). № 2. С. 91—117). Аутистические психопаты в детском возрасте. Часть 2. (Вопросы психического здоровья детей и подростков. 2011 (11). № 1. С. 82—109)
- Asperger H. Über die Differentialdiagnose des frühkindlichen Autismus [О дифференциальной диагностике раннего детского аутизма] // Acta Paedopsychiatrica : журнал. — 1968. — Т. 35, № 4. — С. 136—145. — PMID 4880461. (нем.)
- Asperger H. Frühkindlicher Autismus [Ранний детский аутизм] (нем.) // Medizinische Klinik. — 1974. — Bd. 69, Nr. 49. — S. 2024—2027. — PMID 4444665.
- Asperger H. Das gelebte Leben. 50 Jahre Pädiatrie [Прожитая жизнь. 50 лет педиатрии] // Pädiatrie & Pädologie : журнал. — 1977. — Т. 12, № 3. — С. 214—223. — PMID 331197. (нем.)